# Ralph Fiennes
Ralph Nathaniel Twisleton-Wykeham-Fiennes (Ipswich, 22 de desembre de 1962), més conegut amb el nom de Ralph Fiennes, és un actor anglès, germà de la directora Martha Fiennes i de l'actor Joseph Fiennes. Fiennes és membre del consell de la Royal Academy of Dramatic Art. És un seguidor de la lluita lliure professional.
Ha interpretat una trentena de pel·lícules, entre les quals: La llista de Schindler, Quiz Show, El pacient anglès, Red Dragon, The Constant Gardener, Wallace i Gromit: la maledicció de les verdures, la saga Harry Potter, Amagats a Bruges, El lector i El conclave.
Vàries vegades nominat en els Oscars, és l'únic actor de teatre que ha guanyat el premi Tony per haver interpretat Hamlet de Shakespeare a Broadway.
Ralph Fiennes és també un dels ambaixadors britànics per a l'Unicef.

## Biografia

### Una família nombrosa i cèlebre
Nascut d'una mare pintora i novel·lista (Jennifer Lash, Jini, 1938-1993) i d'un pare fotògraf i agricultor (Mark Fiennes, 1933-2004), Ralph és el gran d'una família de sis fills: Martha, directora, Magnus, músic, Sophie, productora, els bessons Jacob, guardabosc, i Joseph, igualment actor. Mick, el seu germanastre adoptat a l'edat d'11 anys, és arqueòleg. Descendent de la burgesia anglesa, és igualment cosí en 8è grau del príncep Carles i del cèlebre explorador Ranulph Fiennes. El seu oncle, Nicholas Lash, és per la seva part un antic prevere i professor de teologia a la Universitat de Cambridge, i el seu besoncle, Dom Patrick Moore, és un monjo benedictí.

### Infantesa
La família Fiennes s'instal·la a Irlanda el 1973 i hi resten alguns anys. Ralph passa un any al col·legi St. Kieran, després va a Newtown, a una escola quàquer al comtat de Waterford, al sud-est del país. Es traslladen llavors a Salisbury, a Anglaterra, on Ralph acaba els seus estudis secundaris en una escola catòlica per a nois (l'Attended Bishop Wordsworth Boys' School). Anà a estudiar pintura al London Chelsea College Of Art And Design.

## Carrera

### El començament a l'escenari
Apassionat pel treball d'actor, Ralph seguirà, a partir de 1982, cursos de teatre a la Royal Academy of Dramatic Art. El 1985, s'apunta a l'Open Air Theatre, on té papers en almenys tres obres shakesperianes: Romeu i Julieta, en què interpreta el paper de Romeu, La nit dels reis i El somni d'una nit d'estiu, en què fa el paper de Lisandre, després s'integra a la Royal Shakespeare Company i el 1986 i interpreta diversos papers clàssics, entre els quals Claudi en l'obra Molt de soroll per no res, Tròilus en Tròilus i Crèssida o també Edmund en El rei Lear.
Durant la gira d'estiu, actua en dues noves tragèdies shakesperianes: Enric VI i Ricard III, i té aquesta vegada els papers de Teseu i Oberó en una nova escenificació de Somni d'una nit d'estiu. Actua igualment en Ring Around the Moon de Harry Partch. El 1987, s'incorpora al grup de Michael Rudman al Royal National Theatre, en què actua dues temporades. Aquest període és molt fecund per a Ralph, que interpreta successivament obres shakesperianes com Penes d'amor perdudes, Molt de soroll per no res o Tròilus i Crèssida, així com obres més contemporànies com Sis personatges en cerca d'autor de Luigi Pirandello, Ting Tang Mine de Nick Darke, L'home que va venir a sopar de Moss Hart i George Kaufman o també Fathers and Sons, de Michael Bradford. El 1989, la Royal Shakespeare Company el contracta finalment com a actor resident.

### Inici
El 1990, Ralph Fiennes fa els seus primers passos davant la càmera interpretant Lawrence d'Aràbia (Thomas Edward Lawrence) en el telefilm A Dangerous Man: Lawrence After Arabia, produït per David Puttnam i realitzat per Chris Menaul per a la televisió britànica. L'any següent, el mateix director li dona un petit paper en el primer capítol de la sèrie policíaca Suspect nº 1. El 1992, fa el seu primer paper en un llargmetratge amb Juliette Binoche i al mateix temps el paper d'Heathcliff –interpretat per Laurence Olivier el 1939- en una nova adaptació dels Cims borrascosos signada per Peter Kosminsky. Tot i que la pel·lícula és un punyent fracàs de crítica i comercial, permet a Ralph Fiennes destacar davant de Steven Spielberg, que li confia llavors un segon paper de talla (el del botxí nazi Amon Göeth) i li assigna Liam Neeson i Ben Kingsley com a companys l'any següent en un dels seus principals èxits: La llista de Schindler. La pel·lícula s'emporta set Oscars sobre dotze nominacions, entre els quals al de la millor pel·lícula i al millor director, però no el de l'Oscar al millor actor secundari ni el Globus d'Or al millor actor secundari pel qual és igualment nominat. Finalment, la pel·lícula té tant d'èxit internacional que el segon llargmetratge rodat amb Ralph Fiennes el mateix any, The Baby of Mâcon, realitzat pel britànic Peter Greenaway, passa inadvertit.

### Consagració
En els anys següents, Ralph Fiennes roda tres pel·lícules que no passen inadvertides, amb papers a mesura del seu talent. El 1994, dona la rèplica a John Turturro en la nova pel·lícula de Robert Redford: Quiz Show, que explica la corrupció en un concurs de televisió americà dels anys 1950. Fiennes hi actua com el professor de literatura Charles Van Doren, competidor en un concurs abans d'haver de reconèixer que feia trampes.
L'any següent, l'actor canvia completament de registre i dona la rèplica a Angela Bassett i Juliette Lewis en Strange Days, un thriller futurista de Kathryn Bigelow. Interpreta aquesta vegada un policia reconvertit en el tràfic de squids, discs il·legals gràcies als quals els nous junkies es poden drogar en les escenes violentes o eròtiques.
Finalment, el 1996, se'l troba amb Kristin Thomas, Juliette Binoche i Willem Dafoe en El pacient anglès, un drama romàntic realitzat per Anthony Minghella, en què té el paper d'un aviador al servei d'expedicions arqueològiques britàniques. Una vegada de més, Ralph Fiennes coneix l'èxit amb aquesta última pel·lícula i mentre que la pel·lícula s'emporta 9 Oscars, Fiennes obté una segona nominació, però aquesta vegada en la categoria de millor actor. Tanmateix, el seu triomf sobre la pantalla gran no li ha fet oblidar el seu gust per l'escena, ja que, el 1994, puja als escenaris de Londres en el paper de Hamlet posat en escena per Johnatan Kent. L'èxit és gran, fins al punt que l'equip travessa l'Atlàntic i es produeix d'aleshores ençà a Broadway. Durant quinze setmanes, els actors treballen amb totes les localitats venudes i Fiennes obté el reconeixement teatral aquesta vegada, ja que serà el primer intèrpret de Hamlet a rebre el premi Tony.

### La tornada al teatre

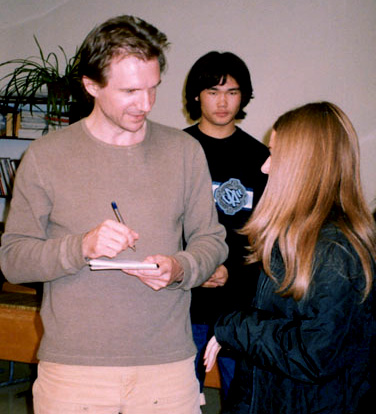
Ralph Fiennes signant un autògraf en la seva visita com a ambaixador de l'Unicef a Bixkek (Kirguizstan)

El 1996, sempre a Broadway, proposa, en una única vesprada, una magnífica representació de Love in a Cold Climate, en benefici de l'Almeida Theatre de Londres. Tanmateix, després de dos èxits mundials, Ralph enllaça els rodatges però cada nova pel·lícula és un nou fracàs (els puristes es conformaran a apreciar la seva actuació en l'adaptació de la sèrie de televisió Els venjadors de Jeremiah S. Chechik, amb Uma Thurman, el 1998 i decideix, doncs, deixar la seva carrera cinematogràfica a mig gas. El 1999, promociona el llibre pòstum de la seva mare, morta el 1993, i aportarà d'ara endavant el seu suport a les campanyes de l'Unicef. L'estiu del 2000, interpreta Ricard II d'Anglaterra i Coriolan a l'Almeida Theatre en escenificacions de Jonathan Kent, i és el protagonista de l'obra de Christopher Hampton The Talking Cure, escenificada per Howard Davies, després de Brand d'Ibsen, sota la direcció d'Adrian Noble.

### La tornada al cinema
La seva tornada a la pantalla gran té lloc el 2002 i no es pot dir que Ralph estigui a l'atur (3 pel·lícules de mitjana anualment). Encarna primer de tot el fascinant Francis Dolarhyde en Red Dragon de Brett Ratner, amb Edward Norton i Anthony Hopkins, però sorprèn sobretot gràcies al paper que fa en Spider de David Cronenberg: Fiennes hi interpreta un quadragenari sortint de l'hospital psiquiàtric després de 20 anys d'internament i que torna a la seva ciutat natal per trobar les claus del seu passat turmentat. El 2003 és al cartell de la comèdia romàntica Maid in Manhattan de Wayne Wang, en què dona la rèplica a Jennifer Lopez i s'uneix al càsting d'actors (Tchéky Karyo, Saïd Taghmaoui, Gérard Darmon, Emir Kusturica…) de The Good Thief de Neil Jordan per a aquesta pel·lícula portada per un Nick Nolte com a organitzador d'atracaments de bancs. El 2004, actua de diplomàtic vidu investigant a Kenya l'assassinat de la seva dona Rachel Weisz, una activista trobada assassinada, en The Constant Gardener de Fernando Meirelles, el director de Cidade de Deus, i és també al càsting de Generació Xr (The Chumscrubber), projectat al Festival de Sundance. El 2005, dobla lord Victor Quatremains en Wallace i Gromit: la maledicció de les verdures i actua per primera vegada en el paper de lord Voldemort en Harry Potter i el calze de foc de Mike Newell, paper que reprèn en l'episodi següent, estrenat el 2007: Harry Potter i l'orde del Fènix, de David Yates.
Està previst que actuarà de nou en els tres últims episodis de la saga de Harry Potter: Harry Potter i el misteri del príncep i Harry Potter i les relíquies de la mort, parts 1 i 2, respectivament, previstes per al 2009, 2010 i 2011, encara que el contracte no estigui encara signat, no és present en la 6a part, Harry Potter i el misteri del príncep. El 2008, és amb Colin Farrell i Brendan Gleeson en el repartiment de la comèdia policíaca Amagats a Bruges i en el personatge del duc de Devonshire, en La duquessa al costat de Keira Knightley. També ha interpretat el primer paper masculí en l'última part d'El lector, del director de Billy Elliot. i, el 2024, el paper del cardenal Lawrence, protagonista de El conclave, del director Edward Berger.

## Filmografia
- 1990: A Dangerous Man: Lawrence After Arabia, de Christopher Menaul (TV): Thomas Edward Lawrence
- 1991: Prime Suspect, de Christopher Menaul (TV): Michael
- 1992: Cims borrascosos (Wuthering Heights), de Peter Kosminsky: Heathcliff
- 1993: The Cormorant, de Peter Markham (TV): John Talbot
- 1993: The Baby of Mâcon, de Peter Greenaway: el fill del sacerdot
- 1993: La llista de Schindler (Schindler's List), de Steven Spielberg: Amon Göth
- 1994: Quiz Show, de Robert Redford: Charles Van Doren
- 1995: Strange Days, de Kathryn Bigelow: Lenny Nero
- 1996: El pacient anglès (The English Patient), d'Anthony Minghella: comte László Almásy
- 1997: Oscar and Lucinda, de Gillian Armstrong: Oscar Hopkins
- 1998: Els venjadors (The Avengers) de Jeremiah S. Chechik: John Steed
- 1998: El príncep d'Egipte, de Brenda Chapman, Steve Hickner i Simon Wells: Ramsès II (veu)
- 1999: Sunshine, d'István Szabó: Ignatz Sonnenschein/Adam Sors/Ivan Sors
- 1999: Onegin, de Martha Fiennes: Eugene Onegin
- 1999: El final de l'idil·li (The End of the Affair), de Neil Jordan: Maurice Bendrix
- 2000: How Proust Can Change Your Life, de Peter Bevan (TV): Marcel Proust
- 2000: The Miracle Maker, de Derek W. Hayes i Stanislav Sokolov (TV): Jesús de Natzaret (veu)
- 2002: Spider, de David Cronenberg: Spider
- 2002: The Good Thief, de Neil Jordan: Tony Angel
- 2002: Red Dragon, de Brett Ratner: Francis Dolarhyde
- 2002: Maid in Manhattan, de Wayne Wang: Christopher Marshall
- 2003: Freedom: A History Of Us, de Philip Kunhardt Jr (TV): Barton Simonson
- 2004: The Chumscrubber, d'Arie Posin: major Michael Ebbs
- 2005: Alta societat (Chromophobia), de Martha Fiennes: Stephen Tulloch
- 2005: The Constant Gardener, de Fernando Meirelles: Justin Quayle
- 2005: Wallace i Gromit: la maledicció de les verdures, de Steve Box i Nick Park: lord Victor Quartermaine (veu)
- 2005: Harry Potter i el calze de foc (Harry Potter and the Goblet of Fire), de Mike Newell: lord Voldemort
- 2005: Land of the Blind, de Robert Edwards: Joe
- 2005: Bernard and Doris, de Bob Balaban (TV): Bernard Lafferty
- 2006: La comtessa russa (The White Countess), de James Ivory: Todd Jackson
- 2007: Harry Potter i l'orde del Fènix (Harry Potter and the order of the phoenix), de David Yates: lord Voldemort
- 2007: The Gifted, de Jacob Aaron Estes
- 2008: Amagats a Bruges, de Martin McDonagh: Harry Waters
- 2008: La duquessa (The Duchess), de Saul Dibb: William Cavendish, 5è duc de Devonshire
- 2008: El lector (The Reader) de Stephen Daldry i David Hare: Michael Berg (3a època)
- 2008: En terra hostil, de Kathryn Bigelow: Team Leader
- 2010: La mainadera màgica i el gran bum!, de Susanna White: lord Gray
- 2010: Lluita de titans (Clash of the Titans), de Louis Leterrier: Hades
- 2010: Cemetery Junction, de Ricky Gervais i Stephen Merchant: Sr. Kendrick
- 2010: Harry Potter i les relíquies de la mort - part 1, de David Yates: lord Voldemort
- 2011: Coriolanus, de Ralph Fiennes: Caius Martius Coriolanus
- 2011: Harry Potter i les relíquies de la mort - part 2, de David Yates: lord Voldemort
- 2012: Wrath of the Titans, de Jonathan Liebesman: Hades
- 2012: Great Expectations, de Mike Newell: Magwitch
- 2012: Skyfall, de Sam Mendes: Gareth Mallory
- 2013: La dona invisible, de Ralph Fiennes: Charles Dickens
- 2014: The Grand Budapest Hotel, de Wes Anderson: M. Gustave
- 2014: Two Women: Mikhaïl Rakitin
- 2015: A Bigger Splash, de Luca Guadagnino
- 2015: Spectre: Gareth Mallory/M
- 2016: Hail, Caesar!: Laurence Laurentz
- 2016: Kubo and the Two Strings: Moon King/Raiden (veu)
- 2017: The LEGO Batman Movie, veu de personatge
- 2017: Sea Sorrow: Prospero
- 2018: El corb blanc: Alexander Puixkin (també com a director)
- 2018: Holmes & Watson: Professor James Moriarty
- 2019: Official Secrets: Ben Emmerson
- 2019: La Lego pel·lícula 2: Alfred Pennyworth (veu)
- 2020: Dolittle: Barry (veu)
- 2020: The King's Man: Duc d'Oxford (postproducció)
- 2020: No Time to Die: Gareth Mallory/M (postproducció)
- 2024: El conclave, d'Edward Berger (Cardenal Lawrence, protagonista).

## Premis i nominacions

### Premis
- Ralph Fiennes ha estat escollit la 34a estrella de cinema més gran de tots els temps l'octubre del 2007 i 33a estrella més sexy que ha actuat en una pel·lícula històrica pel seu paper en La llista de Schindler (1993) de Steven Spielberg per la revista anglesa Empire el 1995.[1]
- La seva actuació com a funcionari nazi Amon Göeth en La llista de Schindler (1993) li ha valgut ser classificat a la 15a plaça de la classificació dels 100 millors herois i dolents de pel·lícules de l'American Film Institute i a la 61a plaça entre les 100 millors actuacions de tots els temps, realitzat per la revista Premiere el 2006.[1]
- 1994: BAFTA al millor actor secundari per La llista de Schindler

### Nominacions
- 1994: Oscar al millor actor secundari per La llista de Schindler
- 1994: Globus d'Or al millor actor secundari per La llista de Schindler
- 1997: Oscar al millor actor per El pacient anglès
- 1997: Globus d'Or al millor actor dramàtic per El pacient anglès
- 1997: BAFTA al millor actor per El pacient anglès
- 2000: BAFTA al millor actor per El final de l'idil·li
- 2006: BAFTA al millor actor per The Constant Gardener
- 2008: Primetime Emmy al millor actor en minisèrie o telefilm per Bernard and Doris
- 2009: Globus d'Or al millor actor secundari per The Duchess
- 2009: Globus d'Or al millor actor en minisèrie o telefilm per Bernard and Doris
- 2011: Os d'Or per Coriolanus

## Anècdotes de rodatges
- Pel seu paper de Francis Dolarhyde en Red Dragon (2002), Ralph Fiennes ha hagut d'engreixar-se desenes de quilos.[1]
- El seu tatuatge en Red Dragon va necessitar 8 hores de preparació.[1]
- Ell i el seu germà Joseph han treballat amb Cate Blanchett (Oscar i Lucinda, 1997, i Elisabet, 1998), Rachel Weisz (The Constant Gardener, 2005) i Stalingrad, 2001, i Liv Tyler (Onegin, 1999 i Bellesa robada, 1996).
- Ell, com Julianne Moore, la seva companya en El final de l'idil·li (1999), han treballat en l'adaptació d'un dels best-sellers de Thomas Harris: ell en Red Dragon (2002) de Brett Ratner i ella en Hannibal (2001) de Ridley Scott. Igualment, Gary Oldman, soci de Fiennes en dos Harry Potter, ha actuat com a Mason Verger en Hannibal mentre que Fiennes ha interpretat Francis Dolarhyde en Red Dragon.[1]
- Ha refusat el paper d'El Sant (1997) de Phillip Noyce.[1]
- Va estat preseleccionat per interpretar el paper de Robert Langdon en la pel·lícula El codi Da Vinci de Ron Howard (2006), però és finalment Tom Hanks qui va tenir el paper.[1]
- Ralph Fiennes no volia, en un principi, fer el paper de lord Voldemort.[1]
- Les seves escenes en el paper de lord Voldemort en Harry Potter i el calze de foc (2005) van ser rodades amb prou feines en dies.[1]
- El seu nebot Hero Fiennes-Tiffin ha interpretat el personatge de Tod Rodlel, àlies lord Voldemort a l'edat d'11 anys, en Harry Potter i el misteri del príncep (2009).[1]

## Vida personal

### Relacions amoroses
Fiennes va conèixer l'actriu Alex Kingston, sobretot coneguda pel seu paper de la Dra. Elizabeth Corday en la sèrie Urgències, mentre eren estudiants a la Royal Academy of Dramatic Art. Després de sortir durant 10 anys, es van casar el setembre de 1993 per divorciar-se el 1997. El 1995, Fiennes havia mantingut una relació amb Francesca Annis, una actriu 17 anys més gran que ell que havia fet de mare seva en Hamlet. El 7 de febrer de 2006, la parella se separa després que els diaris han revelat que Fiennes ha tingut una relació sexual amb una cantant romanesa de nom Cornelia Crisan.
Al final de l'any 2006, algunes fonts diuen que l'actor freqüentava l'actriu Ellen Barkin.

### Controvèrsies
- El febrer de 2007, mentre que es trobava a bord d'un avió de la companyia aèria Qantas a la sortida de Darwin, a Austràlia, i amb destinació a Bombai, a l'Índia, Ralph Fiennes hauria estat sorprès fornicant en els banys amb una hostessa de 38 anys de nom Lisa Robertson. Després d'haver negat totes les acusacions, Robertson acaba reconeixent haver tingut relacions amb l'actor que havia conegut amb prou feines algunes hores abans. Més xocant era, sens dubte, que Fiennes havia d'anar a Bombai on l'Unicef organitzava una gala per recollir fons per a la lluita contra la sida. Actualment, Ralph Fiennes és sempre l'ambaixador de l'agència internacional però Qantas ha decidit acomiadar l'hostessa,[10] que ha demostrat ser finalment una prostituta treballant a temps parcial per a la companyia aèria.[11]
- Un mes després de l'incident de l'avió, Fiennes ha aconseguit ser als titulars quan, mentre s'allotjava en un hotel de luxe a Bruges durant el rodatge d'In Bruges, hauria pertorbat el son dels allotjats a l'hotel a les 5 del matí amb jocs que hauria tingut amb 4 dones nues a la piscina.[12]